# Mại dâm tại Myanmar
Mại dâm ở Myanmar là bất hợp pháp. Mại dâm là một vấn đề xã hội quan tâm đặc biệt vì ảnh hưởng đến phụ nữ và trẻ em.
Buôn bán phụ nữ vì mục đích mại dâm trong nước xảy ra từ các làng quê đến các trung tâm đô thị, các trại quân sự, các thị trấn biên giới và các làng chài. Phụ nữ thường bị lôi kéo vào mại dâm với hứa hẹn về việc làm hợp pháp, mức lương cao hơn đáng kể, và bởi vì trình độ học vấn thấp khiến họ khó kiếm việc làm ở nơi khác. Trong nhiều trường hợp, những phụ nữ như vậy đến từ vùng sâu vùng xa.
Tại Yangon, mại dâm thường xảy ra ở các khách sạn cũng như những nhà chứa. Sự xuất hiện gần đây của các phòng mát-xa bắt đầu vào năm 1995, với người mại dâm là dân tộc thiểu số. Các câu lạc bộ đêm ở Yangon cũng thường xuyên có người mại dâm thường làm việc độc lập. Trong cả nước, ngành công nghiệp tình dục thường hoạt động trong các nhà hàng, nhà chứa làm nhà khách và câu lạc bộ đêm.
Kể từ cơn bão Nargis vào tháng 5 năm 2008, số gái mại dâm ở Yangon đã tăng đáng kể, do đó giá các dịch vụ tình dục giảm mạnh. So với các nước khu vực Đông Nam Á, Myanmar có giá mại dâm tương đối rẻ. Một khu đèn đỏ cũng xuất hiện ở Naypyidaw, thủ đô mới của Myanmar, với những nhà chứa ẩn mình trong các tiệm làm đẹp và các tiệm mát xa thu hút chủ yếu là doanh nhân và nhân viên quân sự.
Myanmar là một trong những nguồn mại dâm chính (ước tính khoảng 25.000-30.000) cho Thái Lan, phần lớn phụ nữ bị buôn bán đưa đến Ranong, giáp với nam Myanmar, và Mae Sai, ở mũi phía đông của Myanmar. Người bán dâm Myanmar cũng hoạt động ở Vân Nam, Trung Quốc, đặc biệt là thị trấn biên giới Ruili. Phần lớn người mại dâm Myanmar ở Thái Lan là thuộc các dân tộc thiểu số. Sáu mươi phần trăm gái mại dâm Myanmar dưới 18 tuổi. Myanmar cũng là một quốc gia có người mại dâm hoạt động ở Trung Quốc, Bangladesh, Đài Loan, Ấn Độ, Malaysia, Hàn Quốc, Ma Cao và Nhật Bản.

## Pháp lý
Mại dâm là bất hợp pháp ở Myanmar.

### Lịch sử
Mại dâm bị cấm vào năm 1785, trong thời kỳ đầu của triều đại Konbaung.
Theo Đạo luật Phòng chống mại dâm, được ban hành vào năm 1949, hành vi ép buộc hoặc dụ dỗ phụ nữ vào hoạt động mại dâm hoặc sở hữu nhà thổ là bất hợp pháp. Bộ luật Hình sự đảm bảo bảo vệ trẻ em gái khỏi bị lạm dụng tình dục, với bất kỳ người nào có quan hệ tình dục với một cô gái dưới 14 tuổi (có hoặc không có sự chấp thuận) bị buộc tội hãm hiếp. Luật Trẻ em, được ban hành vào năm 1993, đã nâng giới tính đồng ý lên 16 tuổi và khiến mại dâm trở nên bất hợp pháp.
Cuộc Đại suy thoái trong những năm 1930 gây ra tình trạng thất nghiệp chưa từng có ở Myanmar thuộc Anh, buộc nhiều phụ nữ phải phục vụ khách hàng, chủ yếu là quân đội Anh và cướp biển Ấn Độ. Theo một số tài liệu, Myanmar có ngành công nghiệp mại dâm lớn nhất tại các thuộc địa Anh do cuộc khủng hoảng kinh tế.

## HIV/AIDS
Myanmar có tỷ lệ hiện nhiễm HIV cao thứ ba ở châu Á, sau Campuchia và Thái Lan. Người mại dâm có nguy cơ đặc biệt, với 32% mắc bệnh. Đạo luật Phòng chống mại dâm năm 1949 cũng góp phần làm cho người mại dâm nâng cao nhận thức về HIV / AIDS và cách sử dụng bao cao su. Tại Yangon, có hơn 100 nhà chứa và khoảng 10.000 người bán dâm, chủ yếu là nhóm dân tộc Bamar, với khoảng 70-90 phần trăm mắc bệnh truyền nhiễm qua đường tình dục và dưới 25 phần trăm đã từng được xét nghiệm HIV. Một nghiên cứu giai thoại cho thấy gần một nửa số người hoạt động mại dâm ở Yangon bị nhiễm HIV / AIDS.